# Cisteinska peptidaza
Cisteinske proteaze – poznate i kao tiolske proteaze – su enzimi koji degradiraju proteine. Ove proteaze imaju zajedničke katalitičke mehanizme koji uključuju nukleofilni cisteinski tiol u katalitičkoj trijadi ili dijadi.
Cisteinske proteaze su generalno nalaze u voću, uključujući papaju, ananas smokvu i kivi. Proporcija proteaza je veća u nezrelom voću. U stvari, poznato je nekoliko porodica čiji predstavnici sadrže cisteinske proteaze. Cisteinske proteaze se upotrebljavaju kao ingredijenti – sastojci za učvršćivanje mesa.

## Klasifikacija
MEROPS sistem klasifikacije proteaza uračunava 14 proteinskih superfamilija plus nekoliko neoznačenih (do 2013), a svaka sadrži mnogo familija. Svaka superporodica ima katalitičku trijadu ili dijadu u različitim proteinskim naborima i tako ukazuju na konvergentnu evoluciju katalitičkog mehanizma.
Za proteinske superfamilije, P = superfamilija koja sadrži mešavinu nukleofilnih klasa familija, C = čista cisteinska proteazna superfamilija. U svakoj superfamiliji, proteinske familije su označene karakterističnim nukleofilom (C = cisteinske proteaze).
Familije cisteinskih proteaza
| Supefamilija | Familija | Primeri                                                                                          |
| CA           | C1, C2, C6, C10, C12, C16, C19, C28, C31, C32, C33, C39, C47, C51, C54, C58, C64, C65, C66, C67, C70, C71, C76, C78, C83, C85, C86, C87, C93, C96, C98, C101 | Papain (Carica papaya), bromelain (Ananas comosus), katepsin K (metilj) i kalpain (Homo sapiens) |
| CD           | C11, C13, C14, C25, C50, C80, C84 | Kaspaza-1 (Rattus norvegicus) i separaza (Saccharomyces cerevisiae)                              |
| CE           | C5, C48, C55, C57, C63, C79 | Adenain (ljudski adenovirus tip 2)                                                               |
| CF           | C15 | Piroglutamil-peptidaza I (Bacillus amyloliquefaciens)                                            |
| CL           | C60, C82 | Sortaza A (Staphylococcus aureus)                                                                |
| CM           | C18 | Hepatitis C virus peptidaza 2 (Hepatitis C virus)                                                |
| CN           | C9 | Sindbis virus-tipe nsP2 peptidaza (sindbis virus)                                                |
| CO           | C40 | Dipeptidil-peptidaza VI (Lysinibacillus sphaericus)                                              |
| CP           | C97 | DeSI-1 peptidaza (Mus musculus)                                                                  |
| PA           | C3, C4, C24, C30, C37, C62, C74, C99 | TEV proteaza ( Etch virus duhana)                                                                |
| PB           | C44, C45, C59, C69, C89, C95 | Prekursor amidofosforiboziltransferaze (Homo sapiens)                                            |
| PC           | C26, C56 | Gama-glutamil hidrolaza (Rattus norvegicus)                                                      |
| PD           | C46 | Ježni protein (Drosophila melanogaster)                                                          |
| PE           | P1 | DmpA aminopeptidaza (Ochrobactrum anthropi)                                                      |
| Neoznačeni   | C7, C8, C21, C23, C27, C36, C42, C53, C75 |                                                                                                  |

## Spoljašnje veze
- The MEROPS online database for peptidases and their inhibitors: „Cysteine Peptidases”. Архивирано из оригинала 04. 04. 2017. г. Приступљено 08. 10. 2016.
- Cysteine+endopeptidases на 